# اندری نپلا
اندری نپلا (انگلیسی: Ondrej Nepela؛ ۲۲ ژانویهٔ ۱۹۵۱ – ۲ فوریهٔ ۱۹۸۹) اسکیت‌باز نمایشی اهل چکسلواکی بود.